# Endi Širol
Endi Širol (* 20. Juni 1992) ist ein kroatischer Cyclocross- und Straßenradrennfahrer.
Endi Širol wurde in der Cyclocross-Saison 2009/2010 in Pula kroatischer Meister der Juniorenklasse. Auf der Straße belegte er bei der nationalen Meisterschaft in Plave den dritten Platz im Einzelzeitfahren der Juniorenklasse hinter dem Sieger Marko Barbir. Von 2011 bis Mai 2012 fuhr Širol für das kroatische Loborika Favorit Team, welches eine Lizenz bei der UCI als Continental Team besitzt.

## Erfolge - Cyclocross
2010
- Kroatischer Meister (Junioren)

## Teams
- 2011 Loborika Favorit Team
- 2012 Loborika Favorit Team (bis 4. Juli)
- 2012 Meridiana Kamen Team (ab 5. Juli)